# Občina Bovec
Občina Bovec (slovinsky Občina Bovec) je jednou z 212 slovinských občin. Rozkládá se v Gorickém regionu na severozápadě Slovinska. Správním centrem je město Bovec.

## Sídla
- Bavšica
- Bovec
- Čezsoča
- Kal Koritnica
- Lepena
- Log Čezsoški
- Log pod Mangartom
- Plužna
- Soča
- Srpenica
- Strmec na Predelu
- Trenta
- Žaga